# コロンビア特別区議会
コロンビア特別区議会（コロンビアとくべつくぎかい、英語: Council of the District of Columbia）は、ワシントンD.C.の議会である。アメリカ合衆国憲法で認められている通り、同地区はどの州にも属さず、連邦政府によって直接監督されている。
1975年以来、連邦議会は、国内の他の都市議会が通常行使する特定の権限と、通常州議会が持つ多くの権限を連邦議会に委譲してきた。しかし、憲法は連邦区に対する最終的な権限を連邦議会に与えているため、協議会のすべての行為は連邦議会の審査対象となる。議会や大統領によって覆されることもある。議会はまた、連邦区のために立法する権限もあり、自治憲章を完全に撤回することもできる。
議会はワシントンD.C.のダウンタウンにあるジョン・A・ウィルソン・ビルディングで開かれる。

## 歴史
憲法の下では、連邦議会は「あらゆる場合において」選挙区のために立法する権限を持っており、これは長い間、連邦議会に首都に対する最終的な権限が与えられていると解釈されてきた。しかし、建国の父たちは、議会がこの権限を地方議員に委譲することを想定していた。連邦議会は、首都特別区の歴史のさまざまな場面で、その権限の一部を区民とその選出議員に委譲してきた。
コロンビア特別区の権力機構を通過する法案、緊急事態、臨時の可能な経路は、ホームルール法によって規定されている。
1790年7月16日に連邦議会が首都立地法を可決した際、ポトマック河畔に合衆国の新しい恒久的な首都を置くことが求められた。連邦区は当初、メリーランド州とヴァージニア州から寄贈された一辺10マイル（約16km）の正方形の土地で構成されていた。首都立地法はまた、大統領によって任命された3人の委員からなる委員会を選出し、新首都の建設を監督することを定めていた。
1800年、議会は当時コロンビア準州と呼ばれていた地域の統治を勧告する合同委員会を設置した。この合同委員会は、州知事と25人の議員からなる議会を推奨した。しかし、1801年に制定された有機法は、連邦領全体を連邦議会の管理下に正式に組織したが、推奨されたような連邦地区全体の包括的な政府を設立することはなかった。1802年、当初の委員会は解散し、ワシントン市が正式に編入された 1820年、議会はワシントン市に新しい憲章を与え、選挙で市長を選出することを認めた。
この断片的な政府機構は、コロンビア特別区全体に新しい政府を設立する1871年の有機法が成立するまで、基本的にそのまま維持された。この法律は、ワシントン市、ジョージタウン、および当時ワシントン郡として知られていた非法人地域（ポトマック川以南は1840年代後半にバージニア州に返還されていた）を、現在のワシントンD.C.のような単一の自治体に事実上統合した。同組織法において議会は、大統領によって任命された11人の議員で構成される上院と、住民によって選出された22人の議員で構成される下院からなる立法議会と、市の近代化を担当する任命制の公共事業委員会からなる準州政府を創設した。1873年、ユリシーズ・グラント大統領は、委員会の最も有力なメンバーであったアレクサンダー・ロビー・シェパードを知事に任命した。シェパードはワシントンを近代化するための大規模なプロジェクトを許可したが、承認された予算の3倍を超過支出し、市は破産した。1874年、議会は直接統治を採用するためにワシントンの地方政府を廃止した。
その後、2人の委員は上院の承認を経て大統領によって任命され、3人目の委員はアメリカ陸軍工兵司令部から選ばれた。3人の委員のうち1人が理事会会長として選ばれる。この政治形態はほぼ1世紀続いた。1948年から1966年の間に、何らかの形で自治を規定する法案が議会に6つ提出されたが、可決されたものはなかった。1967年、コミッショナー制に代わって、市長とコミッショナー、そして大統領によって任命された9人のメンバーからなる市議会が誕生した。
世論の圧力と地区の複雑な日常業務を処理する要求のため、議会は最終的に選挙で選ばれた地方政府に地区に対する一定の権限を委譲することに同意した。しかし、1970年代初めの議会の議員たちは、もともと知事のポストを再び設置し、25人の議員で構成される議会を創設しようとしていた。1973年12月24日、議会は地元住民の要求に応え、コロンビア特別区自治法を制定し、選挙で選ばれた区長と13人の議員からなるコロンビア特別区議会を設置した。しかし、自治法に基づき、コロンビア特別区の地方予算を含め、コロンビア特別区政府によって可決されたすべての法案は、依然として議会の承認が必要である。この法案に署名したリチャード・ニクソン大統領は、「コロンビア特別区の統治方法において、この法律は地元の利益と国益のバランスを巧みに取っていると思う」と述べた。

## 構成

選挙区

議会は13人の議員で構成され、各議員の任期は4年である。地区内の8つの区から1名ずつ選出される。4名の特別議員は地区全体を代表する。議長も同様に特別選挙で選出される。特別議員の任期は、2年ごとに2人が選出されるようにずらして設定されており、D.C.居住者は各総選挙で2人の異なる特別議員候補者に投票することができる。
自治法によると、議長および特別議員のうち、多数政党に所属できるのは最大3名である。議会の過去の選挙では、多数党に属さない議員のうち、ほとんどが特別議員として選出されている。2008年と2012年には、デービッド・グロッソ、エリッサ・シルバーマン、マイケル・A・ブラウンなどの民主党議員が無所属に変更して出馬している。
評議会の候補者になるには、総選挙の少なくとも1年前からコロンビア特別区に居住し、有権者登録をしており、経費以上の報酬を受け取る他の公職に就いていないことが条件となる。区の役職に立候補する場合は、その区の住民でなければならない。
他の州議会と同様、議会にはいくつかの常任委員会があり、議会書記、監査役、法律顧問を含む専任職員がいる。議員の数が限られているため、事実上、ほぼすべての議員が委員長を務める機会がある。州議会の権限については、13人の議員がいれば、ほぼすべての立法案がわずか7票の賛成で可決される可能性があり、議会がその権限を過度に行使しやすいという非難があると指摘するコメンテーターもいる。しかし、このユニークな統治機構のおかげで、審議会は、法律の審議と可決に関して、いくつかの州議会と比べてより効率的に運営できるようにもなっている。

### 委員会
審議会の委員会は、特定の政策事項に関連する立法案を審議し、関連する地方自治体機関の監督を担当する。特別委員会は、調査、倫理、その他の事項を審議するために招集される。

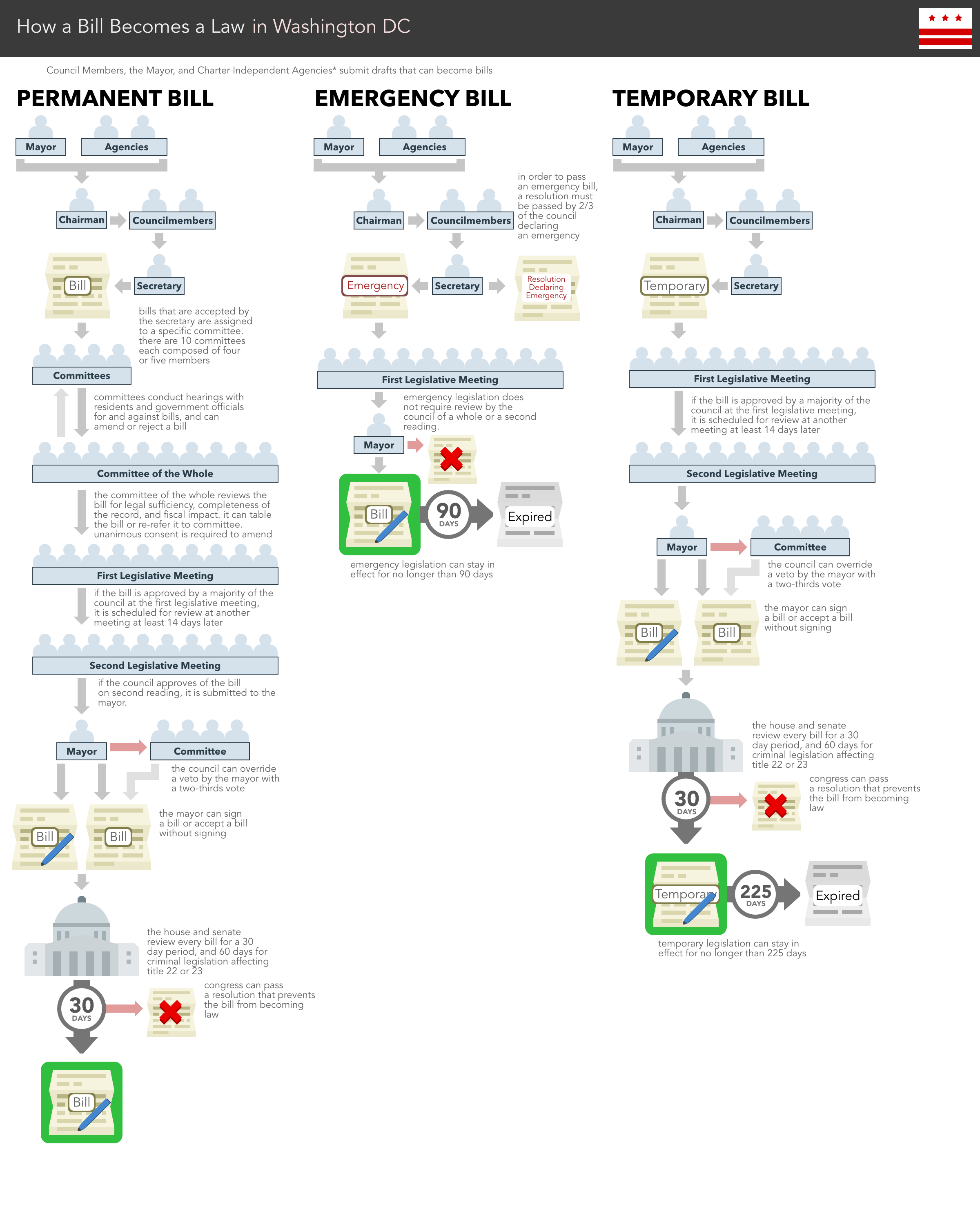
コロンビア特別区の自治法が規定する権力構造の中で、法案、緊急事態、臨時法案が通過する可能性がある

委員は、審議会会期の初めに委員長が指名し、既存の委員によって投票される。委員に欠員が生じた場合、委員長の指名に基づく投票によってその席が補充される。評議員に欠員が生じた場合、その欠員は一時的に補充される。

## 報酬
2018年12月現在、8人の区議会議員と4人の特別区議会議員の年俸は140,161ドル、議長は210,000ドルである。2011年の『ワシントン・ポスト』紙の記事によると、DC市議会は全米大都市の地方議員で2番目に高給であった。

## 参考資料
- 『コロンビア特別区に見る自治制度』自治体国際化協会、1990年

## 関連項目

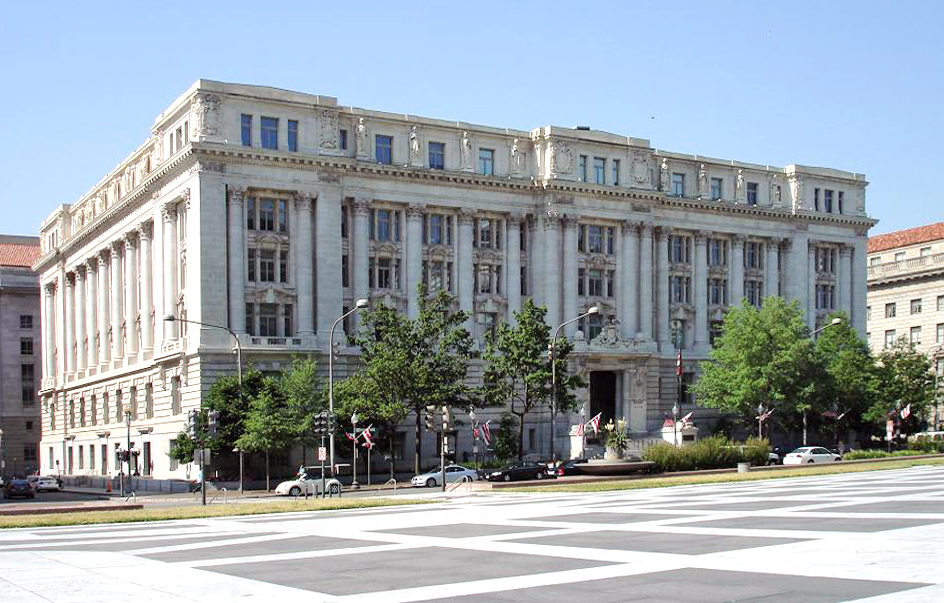
ウィルソン・ビル